# Concilium
Concilium ist eine internationale Zeitschrift für römisch-katholische Theologie. Die Zeitschrift wurde 1965 gegründet und erscheint derzeit fünfmal im Jahr. Sie wurde durch Anton van den Boogaard, Paul Brand, Yves Congar, Hans Küng, Johann Baptist Metz, Karl Rahner und Edward Schillebeeckx begründet. Concilium wird allgemein dem Reformflügel der katholischen Theologie zugeordnet. Concilium wurde anfangs vom Matthias-Grünewald-Verlag verlegt, von 2021 bis 2023 vom Echter Verlag und seit 2024 vom Verlag Karl Alber.

## Ausrichtung
Die Herausgeber- und Autorenschaft kommt aus einem ausgesprochen breiten Spektrum. Man findet nicht nur bedeutende katholische Theologen aus aller Welt, sondern auch Vertreter anderer Kirchen und Religionen.
Concilium möchte die theologische Diskussion im „Geist des II. Vatikanischen Konzils“ befördern, aus dem die Zeitschrift geboren wurde. Sie versteht sich als katholisch im weitesten Sinne: Verwurzelt im katholischen Erbe, offen für andere christliche Traditionen und Weltreligionen. Die einzelnen Hefte der Zeitschrift konzentrieren sich jeweils auf ein bestimmtes Thema. Indem Autoren aus Asien, Afrika, Nord- und Südamerika sowie Europa zu Wort kommen, wird den verschiedenen Facetten der katholischen Weltkirche Rechnung getragen.
Ein theologischer Orientierungspunkt von Concilium ist das Dokument Gaudium et spes, einer der zentralen Texte des Zweiten Vatikanischen Konzils. Darin heißt es: „Freude und Hoffnung, Trauer und Angst der Menschen von heute, besonders der Armen und Bedrängten aller Art, sind auch Freude und Hoffnung, Trauer und Angst der Jünger Christi.“ (Gaudium et spes, Art. 1) Darin kommt für Concilium zum Ausdruck, dass die Lebenslagen der Menschen von heute, Unterdrückung und Not, das Verlangen nach Gerechtigkeit und Respekt etc. Themen der Theologie sein müssen. Theologie bezieht sich für Concilium nicht allein auf Fragen nach Heil, Erlösung und Ewigkeit. Zu den Themen von Concilium gehören dementsprechend Migration und Globalisierung, China und das Christentum, Homosexualitäten, Frauen, Lernen von anderen Religionen, sexueller Missbrauch, Christentum und Demokratie usw. Die Zeitschrift ist deshalb ein internationales Forum für befreiungstheologische, feministische, politische und andere kontextuell arbeitende Theologinnen und Theologen.
Concilium wird gemeinhin als Schwester und Rivalin der Zeitschrift Communio angesehen, die 1972 von Kritikern der reformorientierten Positionen von Concilium gegründet wurde. Zu nennen sind Hans Urs von Balthasar, Henri de Lubac und Joseph Ratzinger, der spätere Papst Benedikt XVI.
2015 wurde Concilium anlässlich seines fünfzigjährigen Bestehens mit dem Herbert-Haag-Preis für Freiheit in der Kirche ausgezeichnet.

## Struktur
Die Zeitschrift wird herausgegeben von einem gewählten Gremium von zwanzig Theologinnen und Theologen, die in Afrika, Asien, Australien/Ozeanien, Europa, Nord- und Südamerika zu Hause sind. Dem Kreis der Herausgeberinnen und Herausgeber steht ein vierköpfiges Präsidium vor. Sitz der Zentrale ist Madras/Chennai (Indien). Concilium erscheint regelmäßig in deutscher, englischer, italienischer, kroatischer, portugiesischer und spanischer Sprache in identischen Ausgaben. Die einzelnen Ausgaben der Zeitschrift enthalten in der Regel einen thematischen Schwerpunkt sowie ein „Theologisches Forum“, das aktuelle Fragen aufgreift und für Diskussionsbeiträge offen ist.

## Herausgeberschaft
Der Herausgeberkreis besteht aus 20 Personen:
- Susan Abraham, Berkeley (USA)
- Michel Andraos, Baie-D'Urfé (Kanada)
- Antony John Baptist, Bangalore (Indien)
- Michelle Becka, Würzburg (Deutschland)
- Sharon A. Bong, Bandar Sunway (Malaysia)
- Bernadeth Caero Bustillos, Cochabamba (Bolivien)
- Catherine Cornille, Boston (USA)
- Anne-Beatrice Faye CIC, Dakari (Senegal)
- Margareta Gruber OSF, Vallendar (Deutschland)
- Stan Chu Ilo, Chicago (USA)
- Gusztáv Kovács, Pécs (Ungarn)
- Huang Po-Ho, Tainan (Taiwan)
- Stefanie Knauss, Villanova (USA)
- Carlos Mendoza-Álvarez OP, Méxiko-Stadt-Boston (Mexiko-USA)
- Esther Mombo, Limuru (Kenia)
- Gianluca Montaldi FN, Cizzago (Italien)
- Geraldo Luiz De Mori SJ, Belo Horizonte (Brasilien)
- Daniel Franklin Pilario CM, Quezon City (Philippinen)
- Carlos Schickendantz, Santiago (Chile)
- Stephan van Erp OP, Leuven (Belgien)

Wissenschaftliches Komitee:
Das wissenschaftlicher Komitee besteht aus über 50 Mitgliedern, darunter:
- Regina Ammicht Quinn (Deutschland)[3]
- Maria Clara Bingemer (Brasilien)
- Leonardo Boff (Brasilien)
- Norbert Greinacher †  (Deutschland)
- Gustavo Gutiérrez OP † (Peru)
- Hille Haker (USA)
- Hermann Häring (Deutschland)
- Diego Irarrázaval CSC (Chile)
- Werner G. Jeanrond (Schweden)
- Norbert Mette (Deutschland)
- Dietmar Mieth (Deutschland)
- Jürgen Moltmann † (Deutschland)
- Aloysius Pieris SJ (Sri Lanka)
- Elisabeth Schüssler Fiorenza (USA)
- Jon Sobrino SJ (El Salvador)
- Luíz Carlos Susin OFM (Brasilien)
- Elsa Tamez (Costa Rica)
- Christoph Theobald SJ (Frankreich)
- Andrés Torres Queiruga (Spanien)
- David Tracy (USA)
- Marie-Theres Wacker (Deutschland)
- Felix Wilfred † (Indien)
- Christos Yannarás(Griechenland) †
- Antony John Baptist (Indien)

Redaktion:
Der Sitz der Redaktion mit dem Generalsekretariat befindet sich in Paris.